# フランソワ・ボジゼ
フランソワ・ボジゼ・ヤングヴォンダ（François Bozizé Yangouvonda, 1946年10月14日 - ）は、中央アフリカ共和国の元大統領。2003年、アンジュ＝フェリクス・パタセ大統領に対してクーデターを起こし、暫定政府に移行した。その後、2005年に行われた大統領選挙で当選したが、2013年に反政府勢力セレカが首都に進攻・制圧し、国外に亡命した。

## 略歴

### 生い立ち
ボジゼは、1946年にフランス領赤道アフリカムイラ（現在はガボン共和国領）でグバヤ族の子として生まれた。青年期に中央アフリカ共和国のブアールにある陸軍士官の養成学校に通う。1969年に少尉、1970年に中尉、1975年に大尉に昇進する。1978年、当時皇帝を名乗っていたボカサ1世から准将に任命され、翌1979年にダヴィド・ダッコによってボカサ1世が追放されると、ボジゼは防衛相に任命される。さらに、1981年にアンドレ・コリンバがダッコに対してクーデターを起こし、ボジゼは情報文化相となる。しかし、1982年3月、アンジュ＝フェリクス・パタセによるクーデター未遂に関わったとして起訴され、亡命を図った。その後、1989年7月にベナン共和国のコトヌーで捕らえられ、投獄および拷問が行われた。しかし、1991年12月に放免されている。
1993年、コリンバ大統領は前年に行われ無効宣言を出していた大統領選挙の再選挙を実施した。ボジゼもこれに立候補したが、得票は1.5％にとどまった。この選挙では、決選投票の末、パタセがコリンバを破って大統領に当選している。

### パタセ大統領の補佐
ボジゼは数年来にわたってパタセ大統領の支持者と考えられていた。事実、1996年と1997年に軍隊による騒擾事件の際には、これを制圧することを助けている。またボジゼも軍の幕僚長に昇進している。ボジゼはパタセに対して反抗的な姿勢を見せず、むしろ大統領に反対する動きをしばしば潰していた。

### パタセ大統領との衝突
2001年5月28日、パタセ大統領に対するクーデターが発生したが、リビア軍やコンゴ民主共和国の反政府勢力であるコンゴ解放運動（MLC）の協力もあり、未遂に終わった。しかし、このクーデター未遂事件の後、ボジゼの大統領に対する忠誠心が疑われ、同年10月下旬に軍参謀長の職を解かれてしまう。ボジゼとパタセの間における争いの発端は、同年11月3日に政府がボジゼを逮捕しようとした時である。5日後、政府軍はリビア軍の支援を得てボジゼの拠点を攻撃し、ボジゼは北のチャドに逃れた。
2002年も政府軍とボジゼの勢力との争いが続いた。ボジゼの勢力は10月25日から10月31日にかけて首都バンギを攻めたが、失敗に終わった。
この間、パタセ政権とチャドとの間で緊張が高まった。パタセ政権を支える与党は、ボジゼを人的面でも設備的面でもサポートし中央アフリカを混乱させたとして、チャドのイドリス・デビ大統領を非難している。

### クーデターと暫定政権、大統領へ
2003年3月15日、ボジゼの勢力はパタセ大統領が国外にいる間を狙って首都バンギに入り、権力を掌握することに成功する。この時パタセ大統領はニジェールの会議から戻っている最中だったが、ボジゼの勢力が空港を支配下に入れていたため着陸することができなかった。このため、パタセ大統領はカメルーンに避難し、後にトーゴに移っている。
ボジゼはすぐにアベル・グンバを首相に指名し、12月にはグンバを副大統領にして新たにセレスタン・ガオムバレを首相とした。さらに、1995年に制定された憲法を凍結し、それ以前の旧憲法と同様のものを新たな憲法として国民投票にかけ、2004年12月5日に承認された。ボジゼは当初、後に行われる大統領選挙には立候補しないと表明していたが、憲法改正の国民投票が成功裏に終わった後の12月11日、立候補の意思を表明した。12月30日、翌年前半に予定された大統領選挙に立候補する5人の候補者のうちの1人となった。
2005年3月13日に行われた第1回投票で、ボジゼは43％弱の票を得た。過半数の票を獲得する者がいなかったため、次点であったパタセ政権での元首相マルタン・ジゲレと第2回投票を行うこととなった。5月8日に行われた決選投票の結果は、5月24日に公式発表され、ボジゼが得票率64.6％で勝利した。これを受けて。6月11日に就任の宣誓を行っている。

### 失脚
2013年3月24日、前年度から活動を活発化させていた武装勢力の連合体（セレカ）が首都に侵攻。ボジゼは、カメルーンへ出国した。これに代わって、セレカのリーダーであるミシェル・ジョトディアが大統領に就任した。